# Моряк
Морякът е човек, който управлява кораб, или асистира при направлението на кораба, поддръжката или операциите. Моряк е също човек, който се занимава с управлението на лодки, плавателни съдове по водна повърхност. Това определение може да се използва както за Адмирал от флота, така и за човек който излиза с платноходка в открито море (или яхти, като хоби).
Според наредбата и реда на извършване на посредническа дейност на Р.България, дефиницията на моряк е: Всяко лице, което изпълнява длъжност на борда на кораби, с изключение военните и тези използвани от държавата за нетърговски цели.
Позиции на борда на кораба:
На борда на търговските кораби моряците се делят на три основни отдела:Палубна, Машинна команда и Кетъринг.